# Virginia Zeani
Virginia Zeani (nom italianisé de Virginia Zehan), née le 21 octobre 1925 à Solovăstru (Județ de Mureș, Transylvanie, royaume de Roumanie) et morte le 20 mars 2023 à West Palm Beach (Floride), est une soprano roumaine de renom international, l'un des plus grands sopranos dramatiques de son époque.

## Biographie
Virginia Zeani étudie à Bucarest avec Lydia Lipkovskaia, puis à Milan, avec Aureliano Pertile. Elle débute à Bologne en 1948, en Violetta dans La Traviata, qui deviendra son rôle fétiche et qu'elle chanta plus de 600 fois durant sa carrière, notamment à Londres en 1953, Vienne en 1956, Paris en 1957, New York en 1966. Elle débute à La Scala de Milan en 1956, en Cléopâtre de Giulio Cesare de Haendel, aux côtés de la basse Nicola Rossi-Lemeni, qu'elle épouse peu après. 
Sa carrière, d'abord centrée en Italie (Rome, Vérone, Florence), s'élargit rapidement avec des apparitions à Barcelone, Leningrad, Moscou, Philadelphie, etc. Elle chante également beaucoup en France (Toulouse, Marseille, Strasbourg, Bordeaux).  
Remarquable cantatrice par ses dons de comédienne, et l'étonnante diversité de son répertoire, allant du baroque au contemporain (parmi ses créations, Blanche dans Dialogues des Carmélites de Francis Poulenc, La Scala, 1957). Elle chante Rossini, Donizetti, Bellini, Verdi, Puccini, Giordano, Cilea, mais aussi quelques rôles du répertoire allemand (Senta, Elsa), russe (Tatiana), et français (Carmen, Charlotte, Blanche de la Force). 
Elle se retire de la scène en 1983, et se tourne vers l'enseignement avec son mari, tous deux professeurs de chant à l'université de l'Indiana à Bloomington. 